# Zawadówka (powiat włodawski)
Zawadówka – wieś w Polsce położona w województwie lubelskim, w powiecie włodawskim, w gminie Urszulin.
W latach 1975–1998 miejscowość należała administracyjnie do województwa chełmskiego.
Wieś jest sołectwem w gminy Urszulin. Według Narodowego Spisu Powszechnego z roku 2011 wieś liczyła 141 mieszkańców.
Wieś skomunikowana jest drogami utwardzonymi poprzez Wolę Wereszczyńską i Babsk z drogą krajową 82.
Nieopodal wsi, przy drodze do Starego Załucza, znajduje się zabytkowy wiatrak, który posiada już tylko dwa niekompletne śmigła. 
Przez Zawadówkę możliwe jest dojście do Jeziora Łukiego, które znajduje się za lasem na końcu wsi.
Wierni Kościoła rzymskokatolickiego należą do parafii św. Izydora w Woli Wereszczyńskiej.

## Części wsi
| SIMC    | Nazwa | Rodzaj    |
| ------- | ----- | --------- |
| 0109205 | Wujek | część wsi |

## Historia
W wieku XIX według Słownika geograficznego Królestwa Polskiego Zawadówka to wieś folwark i dobra tej nazwy nad jeziorem Łukie i rzeką Piwonią (nazywaną też Jedlonka) w ówczesnym  powiecie włodawskim, gminie Wola Wereszczyńska, parafii łacińskiej Wereszczyn, greckokatolickiej Wola Wereszczyńska. 
Wieś  odległa od  Włodawy 30 wiorst posiadała około 1895 roku 16 domostw ze  160 mieszkańcami. 
Według spisu z  roku 1827 we wsi zamieszkiwało 61 mieszkańców w 9 domach. Folwark posiadał 884 mórg oraz  729 mórg puszczonych na prawie wieczystej dzierżawy kolonistom. 
Na obszarze folwarku pracowała cegielnia. Wieś posiadała 13 osad z gruntem 681 mórg (gleba gliniasta) a 70 mórg dzierżawione było na prawie wieczysto-czynszowym. Z opisu miejscowości wiadomo że łąki były obszerne a lud zamożny.  Na obszarze Zawadówki usytuowane jezioro Łukie. 
W skład dóbr Zawadówka wchodziły  prócz folwarku i wsi Zawadówka także Załucze, Nowe Załucze, Wujek. Ogólny obszar dóbr wynosił 3402 mórg.